# Ian Midlane
Ian Patrick Midlane (ur. 1 lutego 1976 w Bedford) – angielski aktor filmowy i telewizyjny.

## Życiorys
Ian Midlane urodził się 1 lutego 1976 roku w miejscowości Bedford.

## Życie prywatne
Ian jest w związku z aktorką Caoimhe Farren.

## Filmografia

### Filmy
| Rok  | Tytuł                              | Tytuł oryginalny                 | Rola             |
| ---- | ---------------------------------- | -------------------------------- | ---------------- |
| 2011 | Swingowanie z Finkelami            | Swinging with the Finkels        | Skrępowany facet |
| 2017 | Katyń. Ostatni świadek             | The Last Witness                 | Philip Edwards   |
| 2025 | Bridget Jones: Szalejąc za facetem | Bridget Jones: Mad About the Boy | Paul             |

### Seriale
| Rok  | Tytuł               | Tytuł oryginalny | Rola                                     |
| ---- | ------------------- | ---------------- | ---------------------------------------- |
| 2000 | Lekarze             | Doctors          | Dr. Al Haskey / Scrooge / Brian Flannery |
| 2005 | Złodziejka          | Fingersmith      | Strażnik więzienny                       |
| 2005 | Mesjasz: W otchłani | Messiah          | Franco Giardello                         |